# ميكري زان
ميكري زان أو زان كيتوان (بالصينية: 詹克团) (29 يناير 1979) هو مهندس إلكترونيات ورجل أعمال صيني، وهو المؤسس المشارك والرئيس التنفيذي مع جيهان وو لشركة بيتماين، أكبر شركة لشرائح الحاسوب في العالم لتعدين العملات المشفرة. في عام 2018 أطلق عليه من قبل Hurun Report لقب أغنى ملياردير في مجال العملة المشفرة في العالم. وفي عام 2019 صنفته بلومبرج في المرتبة التاسعة بين أغنى ملياردير عصامي في العالم يبلغ من العمر 40 عامًا أو أقل، بصافي ثروة قدرها 5.2 مليار دولار أمريكي.

## حياته
ولد زان كيتوان في 29 يناير 1979 في مقاطعة مينهو، فوجيان، الصين. حالياً يعيش في بكين.